# 時代坊

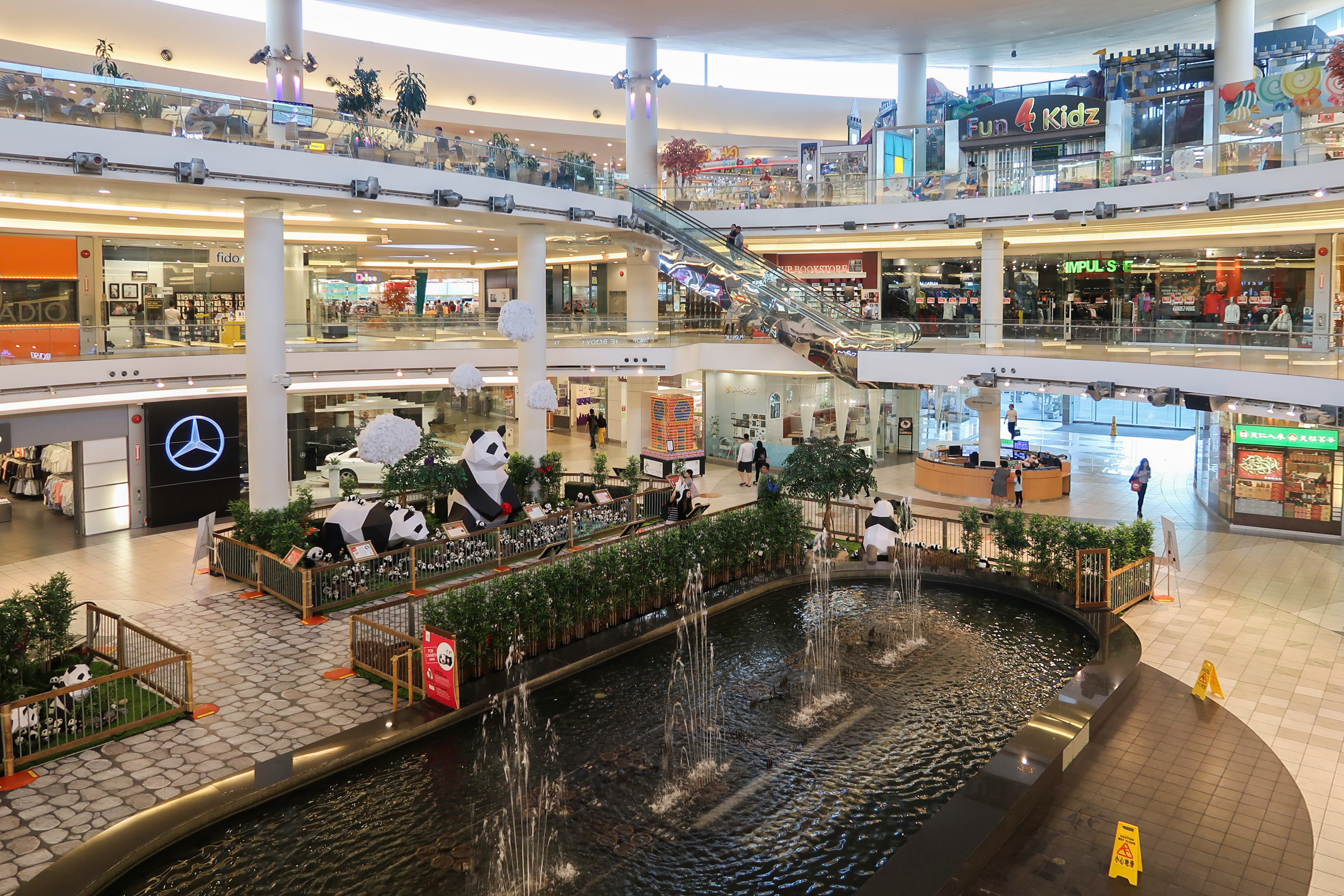
時代坊商場內的音樂噴泉

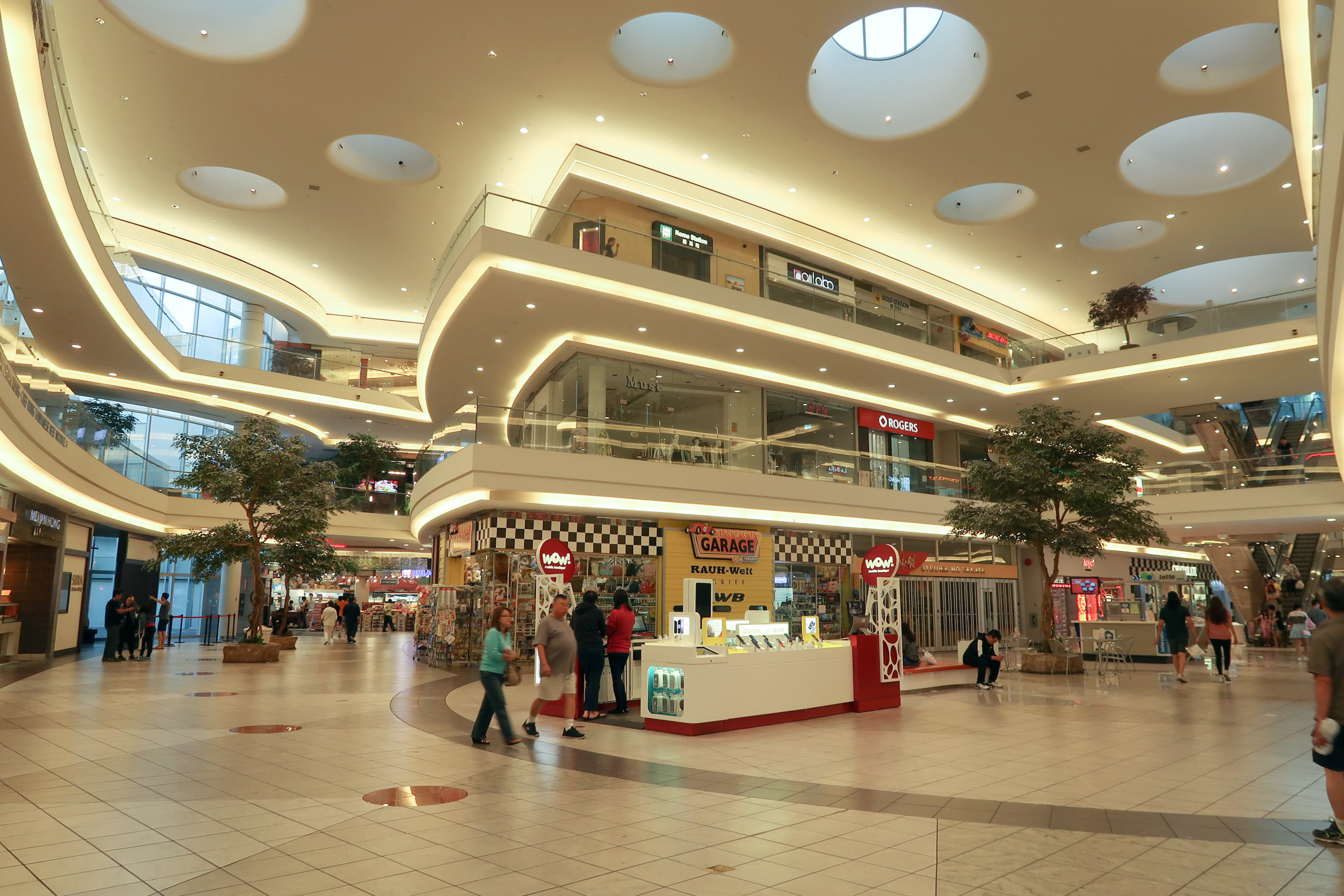
時代坊商場內貌

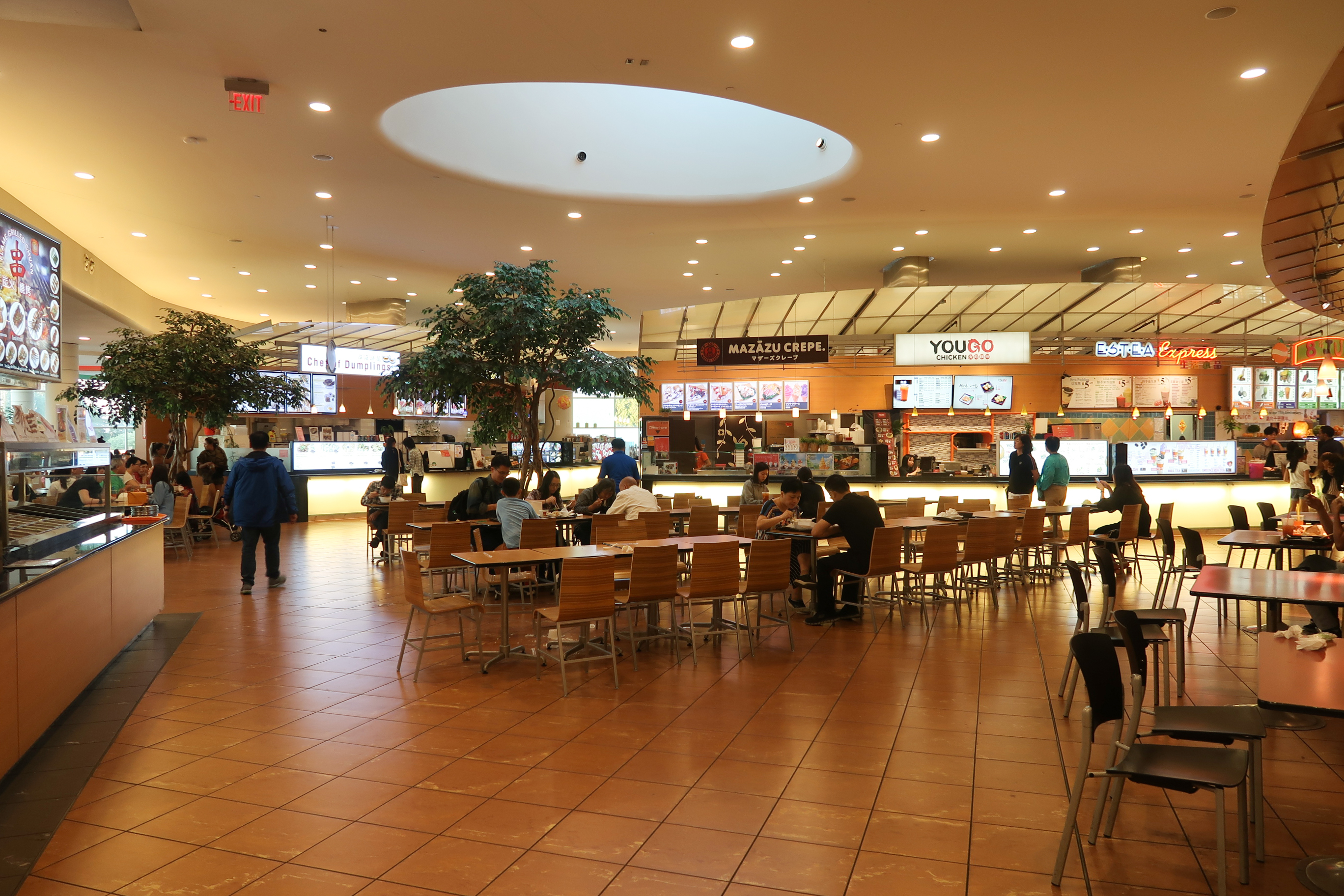
商場3樓美食廣場

時代坊（英語：Aberdeen Centre）是加拿大不列颠哥伦比亚省列治文市的一個商場，坐落於列治文市黃金村地段。商場的主要客源是大溫哥華地區内的亞裔社區，但近年亦積極拓展主流社區客源。商場的東主是新時代集團。
大溫哥華的公共交通機構運輸聯線旗下有數條巴士綫途經時代坊，而溫哥華架空列車旗下的加拿大線亦於商場附近設有時代坊站。

## 歷史
時代坊的前身是香港仔中心，為加拿大最早開業的亞裔商場之一。華裔移民馮永發（即香港商人馮景禧之子）於1980年代中期與友人合作，斥資2000萬加元於列治文籌建港式商場。商場樓分兩層，於1990年3月開幕，以香港的香港仔區命名為香港仔中心，英文名亦相應定為。商場於1988年進行預租時反應冷淡，開幕後頭六個月也沒有租戶。馮氏於是在商場内自行開設各樣店鋪，當中包括一間保齡球場，和一間主要播放華語電影的影院。商場生意漸見起色後，馮氏陸續將零售生意售予抵溫的商業移民。
其他亞裔商場（如八佰伴中心和統一廣場）在往後數年相繼於列治文開業後，對香港仔中心日漸構成競爭，而新時代集團於2001年亦決定將商場拆卸重建。工程耗資一億三千萬加元，由溫哥華譚秉榮建築事務所設計。
新商場於2003年落成，取名「時代坊」，英文名則沿用。新商場比舊商場大三倍，有大概100家店舖，成爲列治文其中一家最大的商場。商場内亦設有一個音樂噴泉，造價400萬加元。鎮場商戶大創百貨於同年12月12日率先開業，而商場則於2004年7月25日正式開幕。
新時代傳媒集團旗下的電視台和電台於2006年遷入時代坊：加拿大中文電台溫哥華分台（AM1470及FM96.1）的直播室設於二樓，而新時代電視和城市電視的新聞直播室則設於三樓。

## 事故
2008年10月26日，一名亞裔男子從商場三樓美食廣場躍下，摔死在一樓大堂處。列治文皇家騎警表示案件並無可疑，列作自殺案處理。

## 外部連結
- 時代坊網站 （页面存档备份，存于）
- 新時代集團網站 時代坊頁面 （页面存档备份，存于）